# Chaltenobatrachus grandisonae
Chaltenobatrachus grandisonae es la única especie del género monotípico de anfibios Chaltenobatrachus, de la familia Batrachylidae. Hasta el año 2011 se la ubicaba en el género Atelognathus, es decir: Atelognathus grandisonae.

## Distribución geográfica
Se encuentra en la Patagonia, al sur de la Argentina y de Chile.